# Повратак (Повратак отписаних)
Повратак је прва епизода телевизијске серије „Повратак отписаних“, снимљене у продукцији Телевизије Београд и Централног филмског студија „Кошутњак“. Премијерно је приказана у СФР Југославији 1. јануара 1978. године на Првом програму Телевизије Београд.

## Историјска подлога
На крају ове, као и осталих епизода налази се натпис — Лица и догађаји су измишљени. Свака сличност је случајна.

## Улоге
| Глумац                | Улога                    |
| --------------------- | ------------------------ |
| Павле Вуисић          | Јоца                     |
| Драган Николић        | Прле                     |
| Воја Брајовић         | Тихи                     |
| Злата Петковић        | Марија                   |
| Александар Берчек     | Мрки                     |
| Милена Дравић         | Јулијана Лула Митричевић |
| Бата Живојиновић      | Четнички поручник        |
| Злата Нуманагић       | Сека                     |
| Владимир Поповић      | Уча                      |
| Аљоша Вучковић        | Мајор Гашпар             |
| Васа Пантелић         | Крста Мишић              |
| Милан Гутовић         | капетан Тодоровић        |
| Павле Богатинчевић    | министар Велимир Јовић   |
| Стево Жигон           | мајор Кригер             |
| Раде Марковић         | Милан                    |
| Жижа Стојановић       | Анђелка                  |
| Михајло Костић        | Павле                    |
| Слободан Алигрудић    | Сеља                     |
| Предраг Тасовац       | Мајор Петровић           |
| Драгомир Бојанић      | Микула                   |
| Тома Курузовић        | Мисирац                  |
| Стојан Аранђеловић    | Иса                      |
| Слободан Слободановић | партизан Илија           |
| Боро Стјепановић      | Славко                   |
| Богољуб Петровић      | Аца                      |
| Душан Петровић        | Михајло                  |
| Душан Тадић           | Станоје                  |
| Ђорђе Јовановић       | Матија                   |
| Видоје Вујовић        | Станко Јовановић         |
| Владан Живковић       | Четник Радојко           |
| Горан Плеша           | Миле "Сонда"             |
| Бранко Миленковић     | сељак                    |
| Тихомир Плескоњић     | кмет                     |
| Љиљана Седлар         | Станкова жена            |
| Мирослав Ђорђевић     | Стеван                   |
| Мирко Ђерић           | партизан                 |
| Предраг Тодоровић     | Мита "Плајваз"           |
| Срђан Дедић           | Цаки                     |
| Александар Митић      | Немачки војник           |
| Душан Вујисић         | Јефта                    |
| Славољуб Фишековић    | скојевац                 |
| Ратко Милетић         | Цветко                   |
| Дуда Радивојевић      | сељак                    |
| Слободан Стојановић   | шеф станице              |
| Душан Вујиновић       | Лимар                    |
| Зоран Миљковић        | агент                    |
| Славољуб Новаковић    | Гашпаров човек           |
| Предраг Милинковић    | Гојко                    |
| Љубомир Ћипранић      | агент                    |
| Душан Тошковић        | вођа патроле             |
| Страхиња Мојић        | агент                    |